# أندرو كوهن (سياسي أمريكي)
أندرو كوهن (بالإنجليزية: Andrew Cohen)‏ هو سياسي أمريكي، ولد في 9 أغسطس 1969 في بروكلين في الولايات المتحدة. حزبياً، نشط في الحزب الديمقراطي.

## وصلات خارجية
- الموقع الرسمي